# プレキャストコンクリート

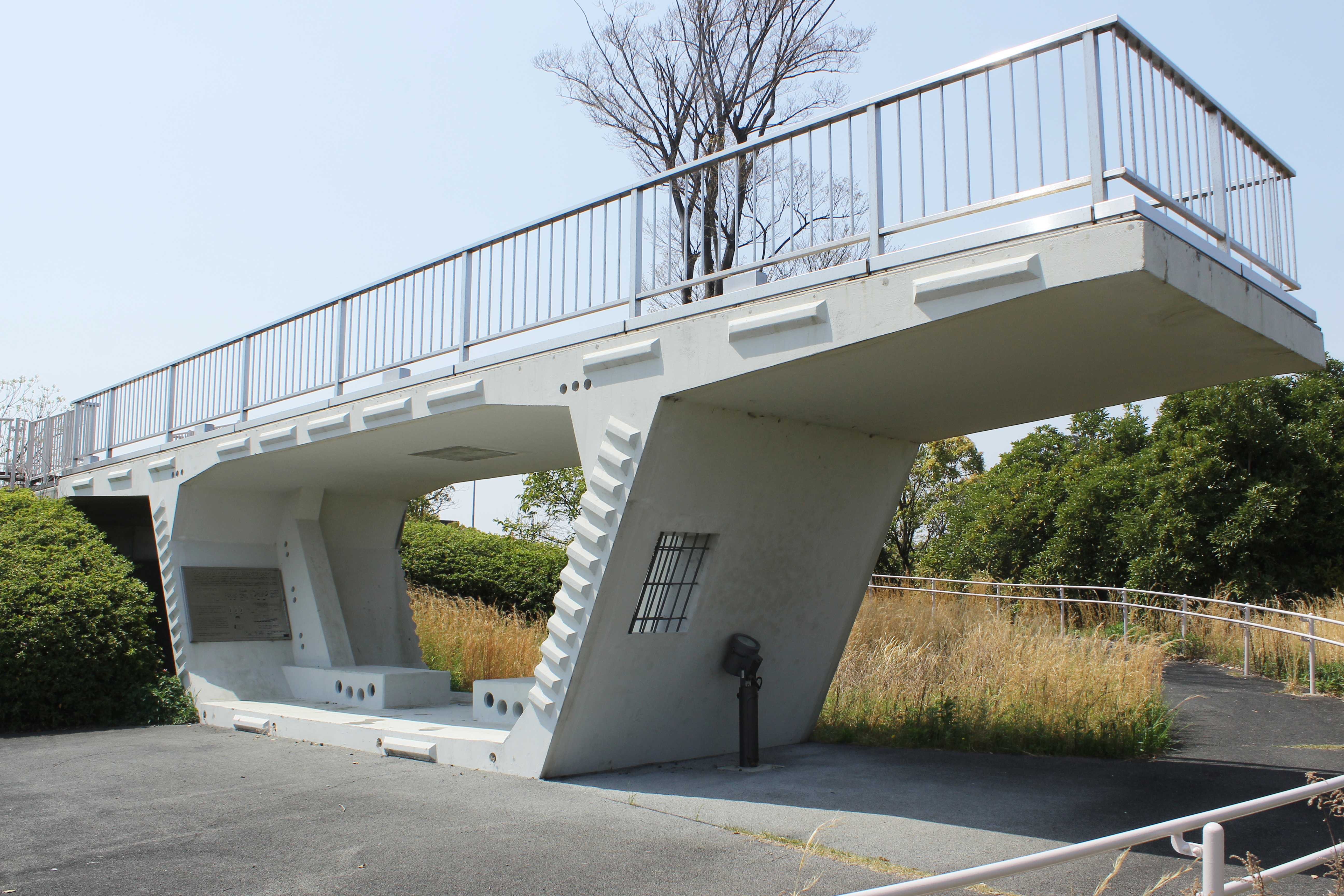
湾岸長島パーキングエリアにて、展望台として使われているプレキャストセグメント

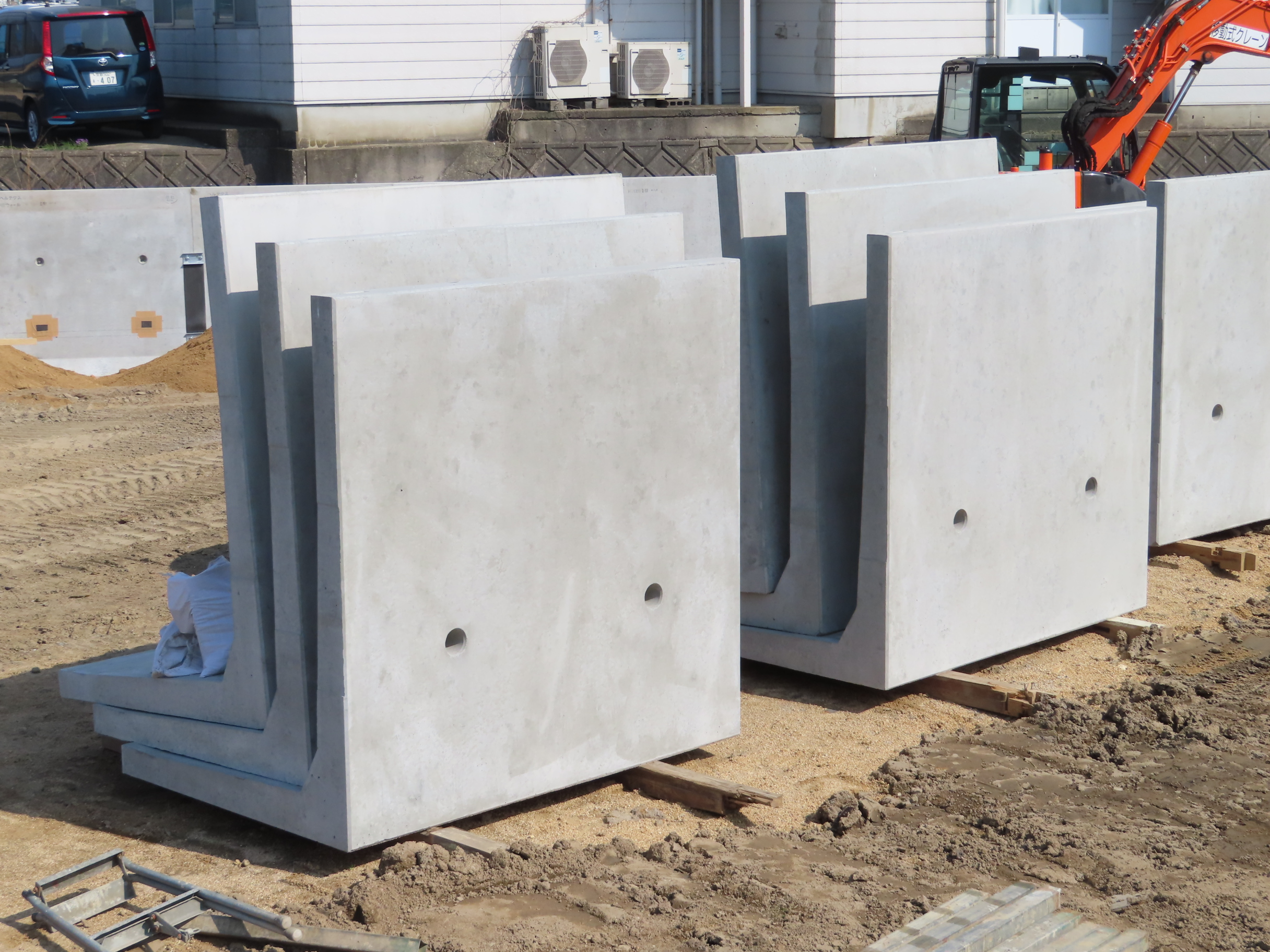
工事現場で仮置きされているプレキャスト式のL型擁壁

プレキャストコンクリート (precast concrete) は、現場で組み立て・設置を行うために、工場などであらかじめ製造されたコンクリート製品や部材の総称。

## 概要
工場や工事現場内の製造設備によって予め製作されたコンクリートの製品または部材を総称してプレキャストコンクリートと呼ぶ。コンクリート製品と呼ぶこともある。製作された製品・部材は工事現場内の所定の位置に運搬・設置されコンクリート構造物となる。古くから使われているプレキャストコンクリート製品ではJISにより形状や性能などが標準化されたものが多い。そのため、全国で同一規格の製品を使用することができ、汎用性に優れている。
プレキャストコンクリート製品は、貨物自動車で運搬可能な大きさに分割されるため、分割された製品を『プレキャストセグメント』と呼ぶ。

## 特徴

### 品質
- プレキャストコンクリートは工場等で十分に管理された製造工程を経て作られるので、信頼性が高い製品を作ることができる[2]。
- JISによる標準化や関係官庁による認定で製品間の互換性や品質の均一性が保証されている[4]。
- 製造元がISO 9000の認証会社が多いため、製品の品質そのものだけではなく品質保証体制や責任区分も明確になっている[4]。

### 性能
- コンクリートの高品質化により鉄筋のかぶりを小さくでき、またコンクリートの高強度化により薄肉部材も生産できる[4]。
- 超高強度コンクリート、軽量コンクリート、重量コンクリート、ポーラスコンクリートなど特殊なコンクリートを用いた製造も比較的容易な特徴を持つ[4]。
- 環境の改善や保全に対応した製品（植生コンクリート、水質浄化、騒音・振動対策など）が多く、目的に応じて使用できる[4]。また、リサイクル材（フライアッシュや高炉スラグなど）を比較的容易に有効利用できる[4]。

### 施工
- 天候に左右されず、在庫品としてストックすることが可能なため、構造物によっては季節に関係なく施工できる[2]。
- 工事現場でのコンクリート施工（現場打ち）が不要となり、騒音や粉塵など公害を防ぐことができる[2]。
- 工事現場での型枠工、鉄筋工、支保工、打設や養生などの工程が省力化され、大幅な工期短縮が期待できる[4]。

- 製品の規格化や量産化により施工に必要なコストを削減することができる[4]。

## 種類
プレキャストコンクリートの製品は全て把握するのは困難なほど種類が多い。以下は「A 5361：2016 プレキャストコンクリート製品− 種類，製品の呼び方及び表示の通則」の引用である。
| 製品の種類           | 製品の種類 | 主な用途                                                                                   |
| 大分類の例           | 小分類の例 | 主な用途                                                                                   |
| -------------------- | --- | ------------------------------------------------------------------------------------------ |
| 暗きょ類             | − 無筋コンクリート管 − 鉄筋コンクリート管 − 遠心力鉄筋コンクリート管 − 組合せ暗きょブロック − 鉄筋コンクリートボックスカルバート − プレストレストコンクリートボックスカルバート − アーチカルバート，組立式アーチカルバート | 道路などの下に設置される下水道用排水路，通路（歩行者，自転車などの車両用）などの構成部材。 |
| 暗きょ類             | − プレストレストコンクリート管 | 農業用水，工業用水，上水など圧力管路の構成部材。                                           |
| 暗きょ類             | − 推進管，シールド用セグメント | 地下鉄道，地下道路，地下河川，共同溝，上下水道などのシールド工事における覆工部材。         |
| 舗装・境界ブロック類 | − 平板 − 境界ブロック − インターロッキングブロック | 道路の舗装，境界などの構成部材。                                                           |
| 路面排水溝類         | − L形側溝 − U形側溝 − 上ぶた式U形側溝 − 落ちふた式U形側溝 − 皿形側溝 − 排水性舗装用側溝縦断管 − 縦断勾配可変形側溝 − 浸透透水性側溝                                                                                        | 道路の側面に設置される路面排水路の構成部材。                                               |
| 擁壁類               | − 積みブロック − 大形積みブロック − 組立土留め，井げた組擁壁，補強土壁 | 用排水路・河川・港湾などの護岸，道路，宅地造成などの土留め壁の構成部材。                   |
| 擁壁類               | − 鉄筋コンクリート矢板 − L形擁壁，逆T形擁壁，控え壁式擁壁 − プレストレストコンクリート矢板 − PC壁体 | 用排水路・河川・港湾などの護岸，道路，宅地造成などの土留め壁の構成部材。                   |
| くい類               | − 鉄筋コンクリートくい − プレストレストコンクリートくい − プレストレスト鉄筋コンクリートくい − 節くい − 鋼管複合くい | 各種構造物の基礎くいの構成部材。                                                           |
| マンホール類         | − マンホール側塊 − 組立マンホール − 電気通信用マンホール − 地下埋設物用マンホール | 下水道，電気通信などのマンホールの構成部材。                                               |
| 用排水路類           | − 矢板 − フリューム − 組立土留め − L形水路 − 組立柵きょ | ほ（圃）場整備，農地造成における用排水路の構成部材。                                       |

## 製造
2013年度のセメントの全消費量の内、プレキャストコンクリートが占める割合は13％程度である。プレキャストコンクリートに用いられる粗骨材の最大寸法は一般的に20 mmか25 mmであるが、厚さが薄い製品では10 mmか15 mmが用いられる。

### 製法
コンクリート製品の成形・締固めの方法は「振動締固め」「加圧締固め」「振動・加圧締固め（即時脱型）」「遠心力締固め」「ロール転圧締固め」などがある。騒音・振動対策や省人化によるコスト低減を目的に高流動コンクリートを用いることがある。
- 振動締固め - 型枠にフレッシュコンクリートを投入し、振動を与えて締固めを行う製法[10]。大型製品に用いるバイブレータは、内部に対して棒状バイブレータ、外部に対して型枠バイブレータを使用する[10]。小型製品にはバイブレータはテーブルバイブレータを用いる[10]。最も一般的な成形・締固めの方法で、L形擁壁・ボックスカルバート・側溝・プレストレストコンクリート橋桁などに使用される[10]。
- 加圧締固め - 型枠にフレッシュコンクリートを投入後、型枠に蓋をしてから圧力を加えて締固める製法[10]。加圧によりコンクリートが脱水され、水セメント比が小さくなり、強度や耐久性の増進を図れる[10]。加圧の方法は油圧装置などによる機械的な方法と、真空ポンプを用いた空気圧による方法がある（併用することもある）[10]。早期に脱型したい場合は、型枠に圧力を加えたまま成形直後に高温で常圧蒸気養生を行う[10]。矢板やスラブなどの製造に用いられる[10]。
- 振動・加圧締固め（即時脱型） - 硬練りコンクリートを型枠内に確実に充填するよう振動をかけながら投入し、強力な振動と加圧により成形した後、即時に脱型する製法[10]。積みブロック・張りブロック・舗装用コンクリート平板・鉄筋コンクリート側溝用蓋板・穴あきPC板・鉄筋コンクリート管・インターロッキングブロックなどに使用される[10]。
- 遠心力締固め - 筒状の型枠にフレッシュコンクリートを投入し、投入中または投入後にその型枠を遠心機で回転させることで成形される製法[10]。遠心力で締固め、成形することでコンクリートが脱水・脱泡され、高強度で滑らかな表面が容易に得られる[8]。エントレインドエアの混入は困難である[9]。中空製品での適用例が多い他、境界ブロックなどの製造にも用いられる[9]。
- ロール転圧締固め - 筒状の型枠を回転させながら硬練りコンクリートに投入し、ロールで強力に圧力と振動を与えることで成形する製法[9]。推進管・マンホールなどの製造に用いられる[9]。

以上に挙げた製法のほか、押出成形・真空脱水・衝撃締固め・ホットコンクリートなどの製法がある。

### 養生
プレキャストコンクリートでは、型枠の回転率を上げて製品を早期出荷するため促進養生が行われる。養生の方法は「蒸気養生」と「オートグレープ養生」とがある。
- 蒸気養生 - ボイラーで発生された蒸気を養生室に通気し、型枠内のコンクリートを加温・加湿することで早期に強度発現を促す[9]。経済的であり、採用される割合が圧倒的に大きい[9]。養生室の構造はピット式・トンネル式・シート式がある[9]。湿度や外気温度が低い冬季は脱型時に製品表面が乾燥冷却でひび割れするおそれがあるため注意が必要[9]。また、蒸気養生を経たプレキャストコンクリート製品において、エトリンガイト遅延生成（DEF）による膨張劣化が報告されている[11]。
- オーグレーブ養生 - 鋼製で大型の円筒状圧力容器に、高温高圧の飽和蒸気を通すことで内部に収納されたプレキャストコンクリート製品を養生させる[12]。養生効率の向上や型枠の損傷を防止する目的で、蒸気養生した製品の二次養生として行うのが一般的である[12]。この養生を行うと、180℃程度の高温高圧条件下の水和反応で強度が高く安定した水和物のドハモライトが生成され、製造1日で通常のコンクリートの材齢28日強度と同等の強度を得られる[12]。パイルやALC製品の製造に用いられる[12]。

### 接合
施工現場まで運搬してから組立・接合されるものが多いため、必要に応じて継手が設けられる。接合・継手の方法には突合せ・ボルト接合・くさび・PC緊張・溶接などがある。接合部の形状は平面の他、ほぞ（凹凸）・片ほぞ・ナックル・凹凹などがある。

## 施工
軽量のものは人力での施工が可能であるが、大型になるとクレーンを用いて据え付ける。杭や矢板は杭打機を用いることができる。

### 大型のプレキャスト部材
地中に暗渠を設けるためのボックスカルバートや、橋を輪切りにして製作するプレキャストセグメント工法では、大型のプレキャストコンクリート部材が用いられる。工場からトレーラーで運搬する場合、公道を走るための法規が適用され、一般に重量は30t以下、長さは25m以下、最小寸法3.4m以下がひとつの目安となる。
しかし、現場付近にプレキャスト製品を作るための製作ヤードを設け、現場までの運搬が公道に依らない場合はさらに大きな部材も可能である。大規模プレキャストセグメント工法が用いられた伊勢湾岸自動車道揖斐川橋・木曽川橋においては、製作ヤードから架橋地点までの運搬を海上の台船により行うことで、長さ33m、最大重量440tに及ぶプレキャストセグメントが用いられた。

## プレキャストコンクリートと建設業法
場所打ちのコンクリート工事は建設業法上の建設工事に該当する一方、プレキャストコンクリートの製造は建設業法上の建設工事に該当しない。プレキャストコンクリート製品の適用範囲拡大は、「従来は建設工事として現場で施工して組み立てられていた構造物が工場内での製作に移行している」という性質を持つため、「製品に起因して建設生産物に不具合が生じた場合に、当該製品の製造企業に対して、建設業行政として何らの指導監督やペナルティを課すこともできない」等の問題が発生している。

## 文献
- 原田宏『[新版]土木材料学』鹿島出版会〈土木教程選書〉、2003年5月10日。
- 日本コンクリート工学会『コンクリート技術の要点'15』（第1版）日本コンクリート工学会、2015年9月1日。ISBN 978-4-86384-065-2。
- 日本コンクリート工学会『コンクリート診断技術'24』日本コンクリート工学会、2024年3月10日。ISBN 978-4-86384-133-8。